# Монумент Чхоллима

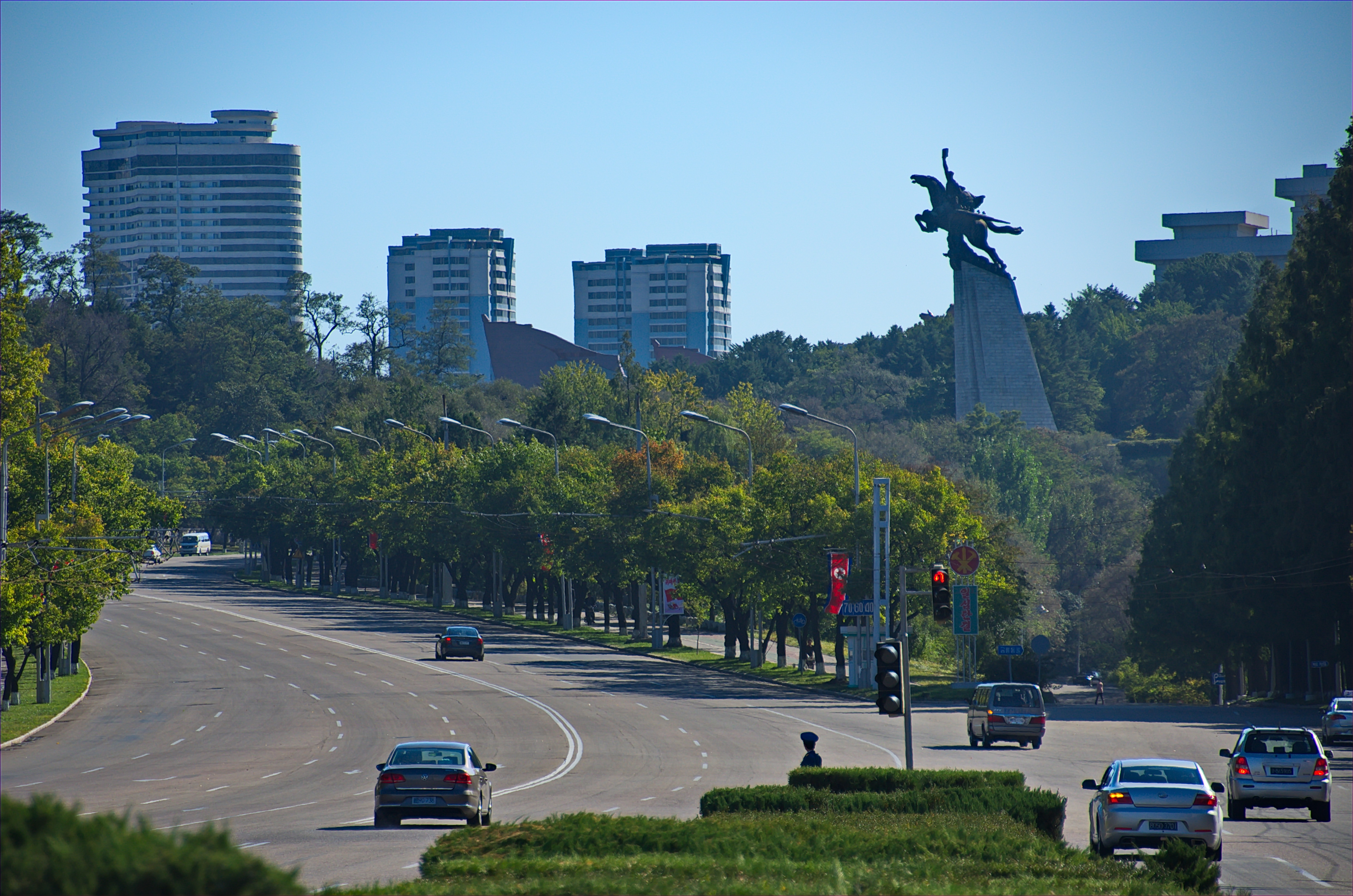
Ул. Чхильсонмун, ракурс в сторону центра Пхеньяна

Монумент Чхоллима (кор. 천리마동상?, 千里馬銅像?, Чхоллима тонсан) — памятник на холме Мансудэ в столице КНДР — Пхеньяне. Памятник символизирует движение Чхоллима. Наименование «Чхоллима» отсылает к мифическому крылатому коню, способному, согласно преданиям, преодолевать тысячу ли в день.

## История
Открыт 15 апреля 1961 года в Пхеньяне. Монумент изображает стремительно взмывающего ввысь крылатого коня Чхоллима с рабочим и крестьянкой, сидящих верхом на нём. Монумент стал одной из главных достопримечательностей города.
Памятник имеет общую высоту 46 м. Скульптура высотой 14 м и длиной 16 м. Две фигуры, сидящие верхом на крылатом коне, рабочий и крестьянка, имеют высоту 7 и 6,5 метров соответственно. В поднятой руке рабочий держит партийный документ ЦК Трудовой партии Кореи, а крестьянка, сидящая за ним, держит в руках сноп спелого риса.
Открыт к 49-летию Ким Ир Сена. Изготовлен художниками Художественной студии Мансудэ и Федерации корейских художников. Толчком к строительству памятника послужила речь Ким Ир Сена «Давайте и дальше развивать народное искусство». Статуя Чхоллима была удостоена Народной премии КНДР.

## В филателии

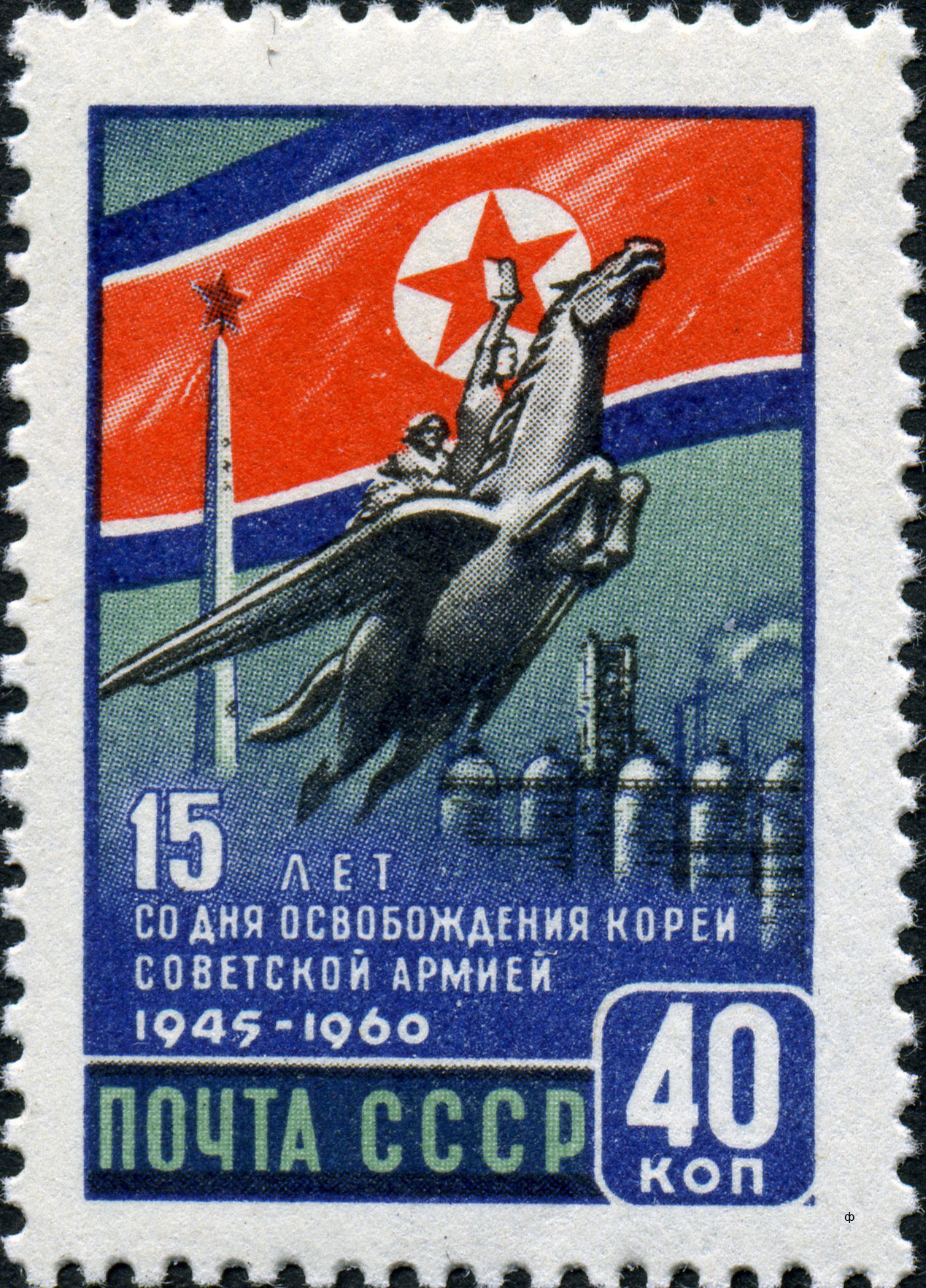
Почтовая марка СССР, 1960